# Progerija
Progerija ali Hutchinson-Gilfordov sindrom progerije (HGPS), je bolezen, ki prizadene otroke ob rojstvu. Povprečno življenje človeka s to boleznijo traja 13 let in večinoma je razlog za smrt možganska ali srčna kap.

## Obseg bolezni
Možnost dobitja bolezni je 1:4.000.000, zato je presenetljivo, da je v neki družini iz Indije pet otrok imelo to bolezen, kar je največ v zgodovini te bolezni.

## Bolezenski znaki
Bolezenski znaki so: poseden prsni koš (zato je lahko vsaka infekcija usodna), nizka gostota kosti, plešavost, starostne bolezni (izrabljeni kolki), velika čeljust (približno sorazmerna glavi).

## Krivec povzročitve bolezni
Angleška znanstvenika z univerze Brunel (ki je na zahodu Londona) dr. Kill in dr. Bridger sta odkrila, da mutacija gena, ki kodira protein lamin, povzroča hitrejšo delitev celic, kar pripelje do njihovega umiranja in pripelje do prehitrega staranja. Vendar za odpravljanje bolezni še ni zdravil.